# Parti libéral social-démocrate
Le Parti libéral social-démocrate ou Sodelpa (en anglais : Social Democratic Liberal Party abrégé SODELPA) est un parti politique fidjien. Il s'agit d'un parti conservateur, chrétien, et social-libéral sur le plan économique. C'est également un parti ethnique, dédié avant tout aux intérêts de la majorité autochtone (les i-taukei, en fidjien). 
Fondé en 2013, le Sodelpa est une refonte du SDL (Soqosoqo Duavata ni Lewenivanua), grand parti de la droite et de l'extrême-droite, incluant les auteurs du coup d'État raciste de 2000, et qui est au pouvoir sous le premier ministre Laisenia Qarase de 2000 à 2006. Accusé de politiques discriminatoires à l'encontre de la minorité ethnique indo-fidjienne, le gouvernement Qarase est renversé par l'armée lors d'un coup d'État « antiraciste » en décembre 2006. Le SDL est dissous par les autorités en 2013, mais ses membres sont autorisés à se reconstituer en un nouveau parti, à condition de changer de nom et d'acronyme. Ils fondent le SODELPA. Laisenia Qarase étant inéligible, ayant été condamné à un an de prison pour corruption, le parti choisit pour dirigeante Ro Teimumu Kepa, issue de l'aristocratie autochtone, et chef suprême traditionnelle des autochtones de la province de Rewa.
Pour les élections législatives de septembre 2014, censées rétablir la démocratie après huit ans de régime militaire, le Sodelpa fonde son programme électoral sur ses politiques mises en œuvre avant le coup d'État. Il argue que le gouvernement militaire de Frank Bainimarama s'est attaqué aux droits de la population autochtone, et promet de restaurer le projet de loi de 2006 visant à transférer aux autochtones la propriété des plages, terres côtières et fonds marins près des côtes. La Banque foncière instaurée par le gouvernement Bainimarama pour encourager les propriétaires des terres autochtones à les louer pour les faire fructifier serait abolie, étant perçue comme une menace à la propriété foncière coutumière. La Constitution introduite en 2013, et qui instaure notamment un système électoral sans catégorisation ethnique, serait « amendée ou abrogée ». Le Grand Conseil des Chefs serait rétabli. Le christianisme serait à nouveau déclaré religion d'État, comme cela avait été le cas dans les années 1990 à la suite des premiers coups d'État nationalistes ; la plupart des Fidjiens autochtones sont chrétiens, tandis que la plupart des Fidjiens d'origine indienne sont hindous ou musulmans. Une aide alimentaire serait introduite pour lutter contre la pauvreté ; les entreprises embauchant des jeunes en premier emploi bénéficieraient de nettes réductions d'impôts. L'impôt sur les plus-values serait abrogé, et, de manière plus générale, des mesures de déréglementation économique seraient introduites. Le parti obtient 28,2 % des voix et remporte quinze sièges sur cinquante, devenant le principal parti d'opposition au Parlement, face au parti Fidji d'abord de Voreqe Bainimarama,.
Ro Teimumu Kepa, cheffe de l'opposition parlementaire, démissionne de la direction du parti en juin 2016. Le Sodelpa choisit Sitiveni Rabuka, auteur de deux coups d'État militaires en 1987, pour lui succéder le 24 juin. Teimumu Kepa exprime son désaccord avec ce choix, et plusieurs cadres du parti démissionnent pour protester contre Rabuka. Rabuka mène le parti aux élections de 2018, où le Sodelpa progresse, obtenant 39,9 % des voix et vingt-et-un sièges sur cinquante-et-un. Il demeure ainsi le principal parti d'opposition.
Le 27 novembre 2020, alors que le parti connaît d'importantes dissensions entre des factions, son comité de direction écarte Sitiveni Rabuka et choisit le député Viliame Gavoka comme nouveau chef du parti.